# Pont Victoria (Montréal)
Pour les articles homonymes, voir Pont Victoria.
Le pont Victoria est un pont ferroviaire et routier qui relie Saint-Lambert à Montréal (arrondissement Le Sud-Ouest) en enjambant le Saint-Laurent. 

## Situation et accès
Il dessert les régions administratives de la Montérégie et de Montréal. C'est le premier pont construit sur le Saint-Laurent.

## Origine du nom
Le pont est nommé en l'honneur de Victoria (1819-1901), reine du Royaume-Uni de Grande-Bretagne et d'Irlande de 1837 à 1901. Lors de son ouverture, le pont est baptisé Grand Pont Victoria. Puis, à sa reconstruction en 1898, le pont est renommé Victoria Jubilee Bridge afin de célébrer le jubilé de diamant de la reine à l'occasion du 60e anniversaire de son règne. Une plaque portant ce nom est d'ailleurs toujours visible à l'entrée du pont du côté Montréal. En 1978, le pont est rebaptisé simplement pont Victoria.

## Historique

### Avant le pont
Avant la construction du pont, pour traverser le Saint-Laurent, le transport de personnes et de marchandises s'effectuait sur des embarcations nautiques comme des traversiers. L’hiver, la population locale installe un chemin temporaire sur le fleuve gelé et utilise des véhicules munis de patins pour le traverser.
En 1846, le commissaire du port de Montréal, John Young. fut l’un des premiers à proposer la construction d’un pont ferroviaire pour relier l’île de Montréal avec la Rive-Sud. Toutefois, il faudra attendre en 1852 avec la constitution de la société des chemins de fer du Grand Tronc pour que le projet débute puisque la compagnie planifinait de rejoindre les villes de Montréal et de Portland (Maine) par un chemin de fer.

### Le pont tubulaire (1854-1859)

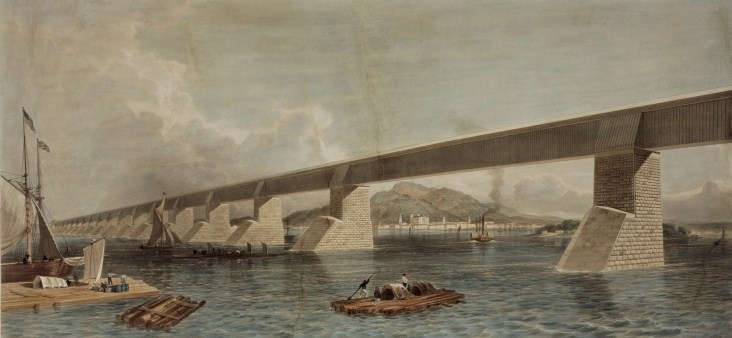
Présentation du pont en 1854

Le pont Victoria, conçu par Robert Stephenson et Alexander McKenzie Ross, fut construit à partir du 20 juillet 1854 et achevé en 1859 au coût de 6,8 millions de dollars . À l’époque, le pont était de type tubulaire, constitué, tout comme le pont Britannia et le pont ferroviaire de Conwy, au Pays de Galles, d'un long tube composé d'éléments de fer forgé préfabriqués en Angleterre. Le tube reposait sur des piles de maçonnerie renforcée de vingt-quatre becs brise-glace en fer très massifs.
Le 12 décembre 1859, le pont fut ouvert à la circulation des trains et inauguré par le prince de Galles au nom de la reine Victoria, le 26 août 1860
Premier lien de l'île de Montréal à la terre ferme, il était alors réservé au chemin de fer. Au total, 3 000 personnes ont travaillé à sa construction, dont l'ingénieur James Hodges (1814-1879). Avec une longueur de 2 790 mètres, c'était le plus long pont ferroviaire au monde, considéré comme la huitième merveille du monde.

### Le pont à charpente en treillis (1898)

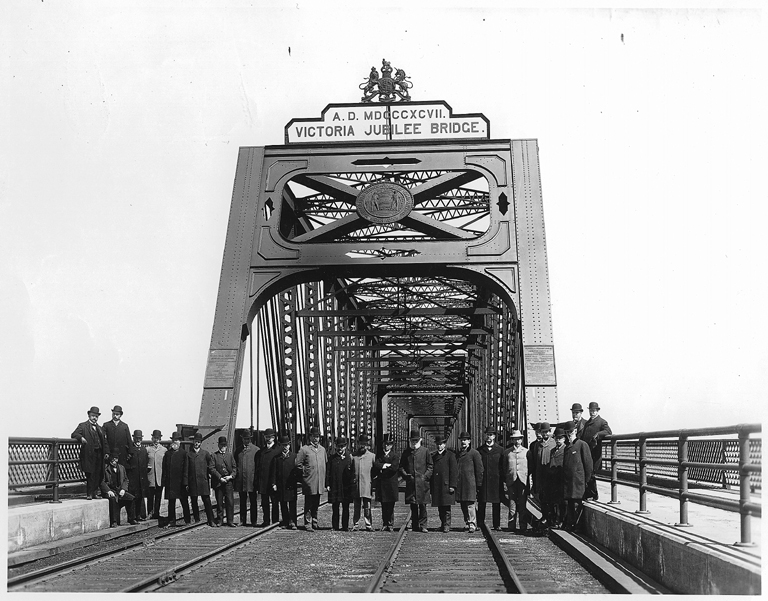
Victoria Jubilee Bridge, 1897

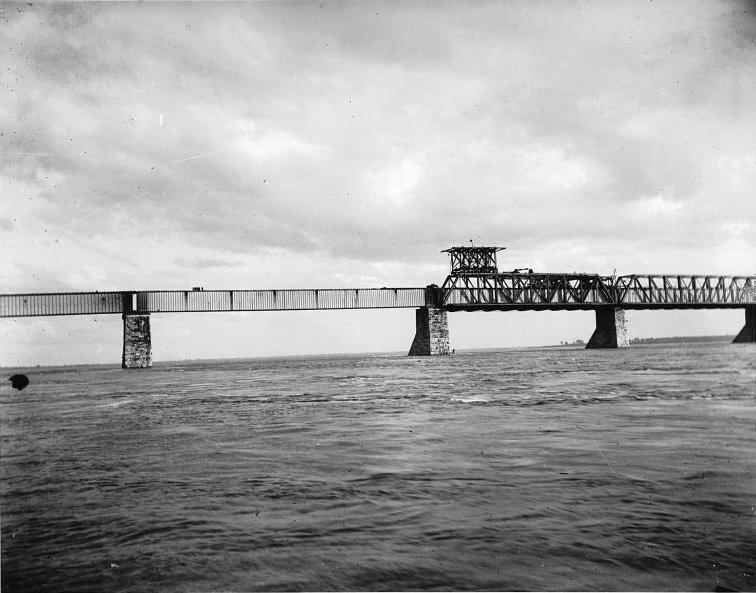
Changement du tube du pont Victoria, 1898

Au cours des années 1870, les locomotives à charbon vinrent remplacer progressivement celles qui fonctionnaient au bois. Ce changement fut la cause de problèmes techniques pour la traversée du pont Victoria, la fumée de charbon endommageant l'acier de la structure tubulaire et les voyageurs étant incommodés par la fumée. Temporairement, des ouvertures furent effectuées dans la structure pour permettre l’aération du pont.
Une solution permanente fut proposée le 4 mai 1897, marquant le début de travaux majeurs sur le pont. Le tube fut déposé et remplacé par un tablier à poutres en treillis, créant ainsi le « Victoria Jubilee Bridge ». Les piliers furent très peu modifiés. Lors de ces travaux, les poutres furent construites autour du tube, puis on procéda à son démontage. Ainsi, la circulation des trains ne fut pas interrompue. Le remplacement du tube ne fut pas la seule modification du pont puisque les travaux permirent d’élargir le pont pour accueillir une deuxième voie de chemin de fer et une ligne de tramway. Celui-ci a existé jusqu’au 13 octobre 1956, lorsqu'il fut remplacé par une voie routière, qui vint s’ajouter à celle qui avait été construite en 1927
Les travaux furent terminés en décembre 1898. Le le 16 octobre 1901, le pont fut officiellement inauguré par le duc de Cornwall et de York et son épouse Mary de Teck. Le pont Victoria fut traversé pour la première fois par une voiture le 16 juillet 1899. Les quatre passagers étaient M. George T. Reeve, M. F.H. McGuigan, M. J.M. Herbert et M. R.P. Dalton.
Lors des travaux d'aménagement de la voie maritime du Saint-Laurent, on ajouta en 1958 la voie de contournement de Saint-Lambert.

## Circulation et accès
Le pont comporte au centre deux voies de circulation, une de chaque côté du pont ferroviaire. En temps normal, une voie utilisée pour la circulation vers Montréal et l'autre vers la Rive-Sud. Toutefois, du lundi au vendredi, les deux voies sont ouvertes vers Montréal le matin (5 h à 10 h) et vers la Rive-Sud l'après-midi (14 h à 20 h). Ces heures peuvent être modifiées en cas d'événements spéciaux ou de travaux sur d'autres ponts.
À l'extrémité est du pont lui-même, deux ponts levants, situés de part et d'autre de l'écluse de Saint-Lambert de la voie maritime du Saint-Laurent, permettent un flux de circulation pratiquement ininterrompu, même lors du passage d'un navire. Un échangeur permet de relier le pont au multiplex formé par l'autoroute 20 et la route 132. Du côté de Montréal, le pont aboutit sur la rue Bridge. 

Le pont Victoria depuis l'île des Sœurs

## Administration
Le pont est la propriété de la compagnie ferroviaire Canadien National. L'exploitation du pont pour les véhicules se fait en vertu d'une entente entre le Canadien National, le ministère des Transports du Canada et le ministère des Transports du Québec. Comme il s'agit à la base d'un pont ferroviaire, un domaine qui relève de la compétence du gouvernement fédéral, la circulation sur le pont est régie par un règlement fédéral .

## Galerie

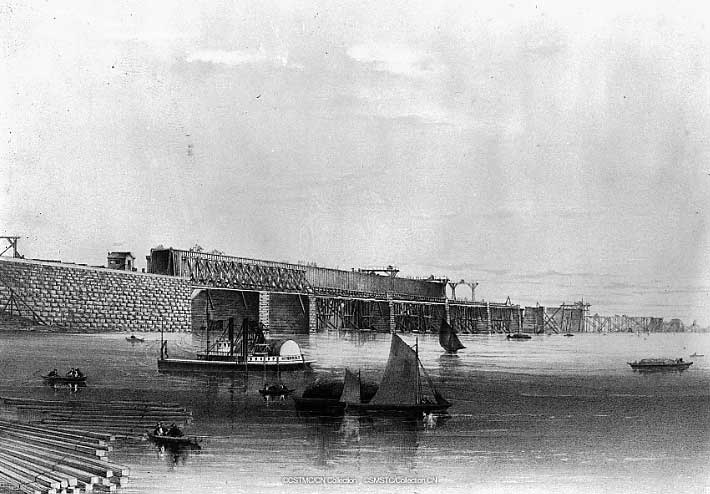
Le pont Victoria en construction, 1859.
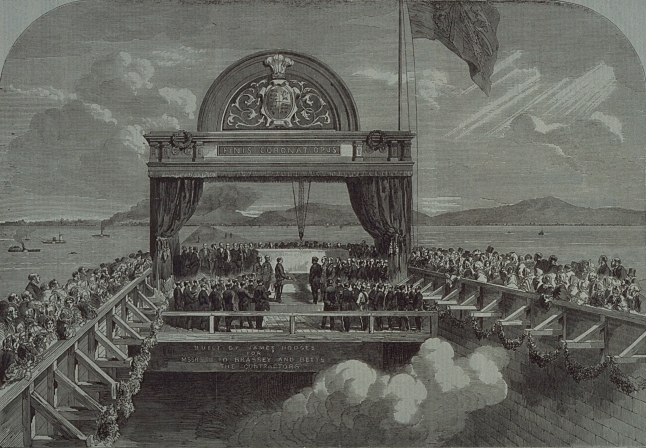
Pose de la dernière pierre par le prince de Galles, estampe de George Henry Andrews, 1860.
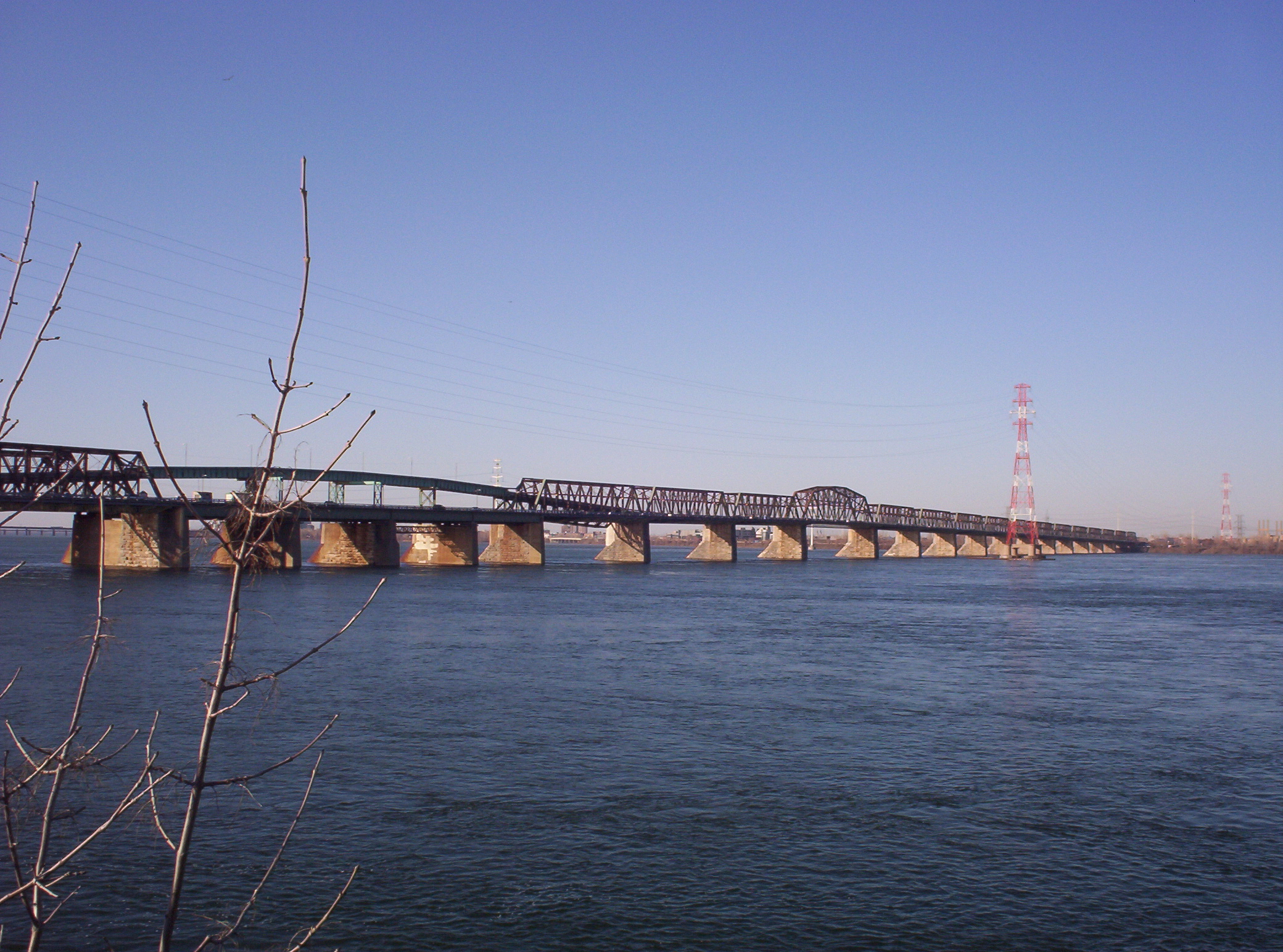
Vue du pont Victoria.
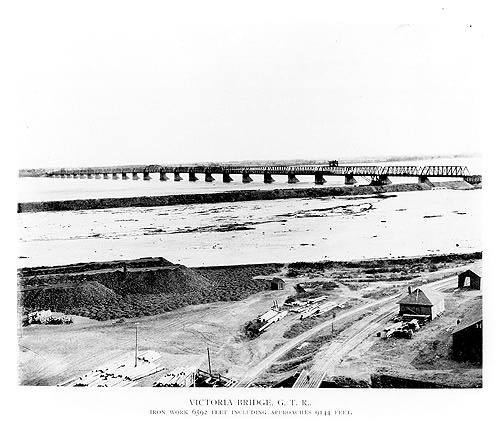
Le pont Victoria en 1898.
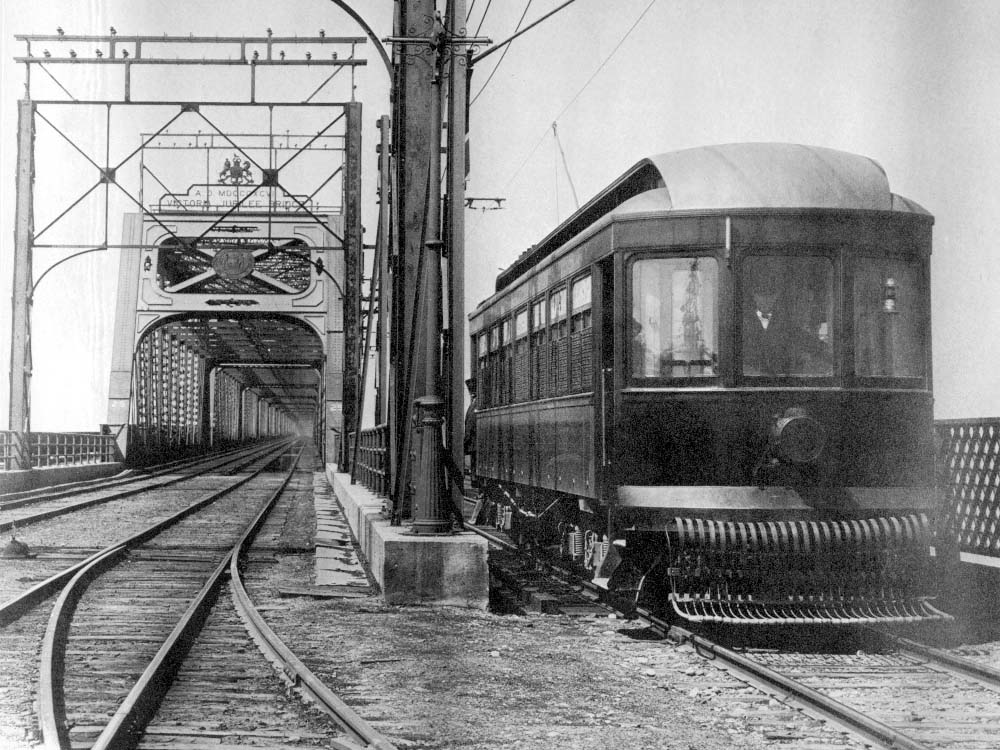
Le tramway sur le pont Victoria